# Dodge Dart
Dodge Dart é uma linha de automóveis fabricados nos Estados Unidos pela Dodge entre 1960 e 1976 e no Brasil entre 1969 e 1981.

## Histórico
O Dodge Dart (dardo, em português) foi um automóvel feito pela divisão Dodge da Chrysler, entre 1960 e 1976. O Dart foi introduzido como um carro grande em 1960; em 1962 tornou-se um carro de tamanho médio e, finalmente, foi produzido em versão compacta entre 1963 e 1976. A Dodge utilizou o nome Dart nos anos 50, para um carro com chassi Ghia, numa exposição de carros.

## No México
No México o nome Dart foi usado pela Dodge para uma série de automóveis, conhecidos nos EUA como Aspen, entre 1976 a 1980. O nome também foi aplicado, no mercado mexicano, para os modelos Dodge Aspen, Dodge Diplomat, Dodge Aries, Plymouth Reliant e Dodge 600.

## No Brasil
O primeiro modelo saiu somente na versão Sedan, ou seja, modelo 4 portas (o coupé saiu em 1971) sendo que nesse mesmo ano foi eleito o carro do ano, segundo a Revista Autoesporte - principal publicação especializada da época.

### Características técnicas
Possuía o maior motor até então fabricado no Brasil: V8 de 318 polegadas cúbicas (5.212 centímetros cúbicos) a gasolina. Desenvolvia 198 HP (SAE) a 4600 rpm e 41,5 mkgf de torque a 2400 rpm. Alcançava a velocidade máxima de 180 km/h, criando assim uma faixa de luxo entre o Ford Galaxie V8 292 e o Chevrolet Opala 6 cilindros em linha 3800. Nos modelos Charger LS ele ganhava escape duplo chegando a 205 HP (SAE), e no Charger R/T, além dos itens mencionados no modelo Charger LS, ganhou também uma maior taxa de compressão (8,4:1) para uso de gasolina azul de maior octanagem, sendo o mais veloz e potente carro nacional, recorde (apenas em velocidade) que só foi quebrado no anos 90 com o Fiat Tempra Turbo.

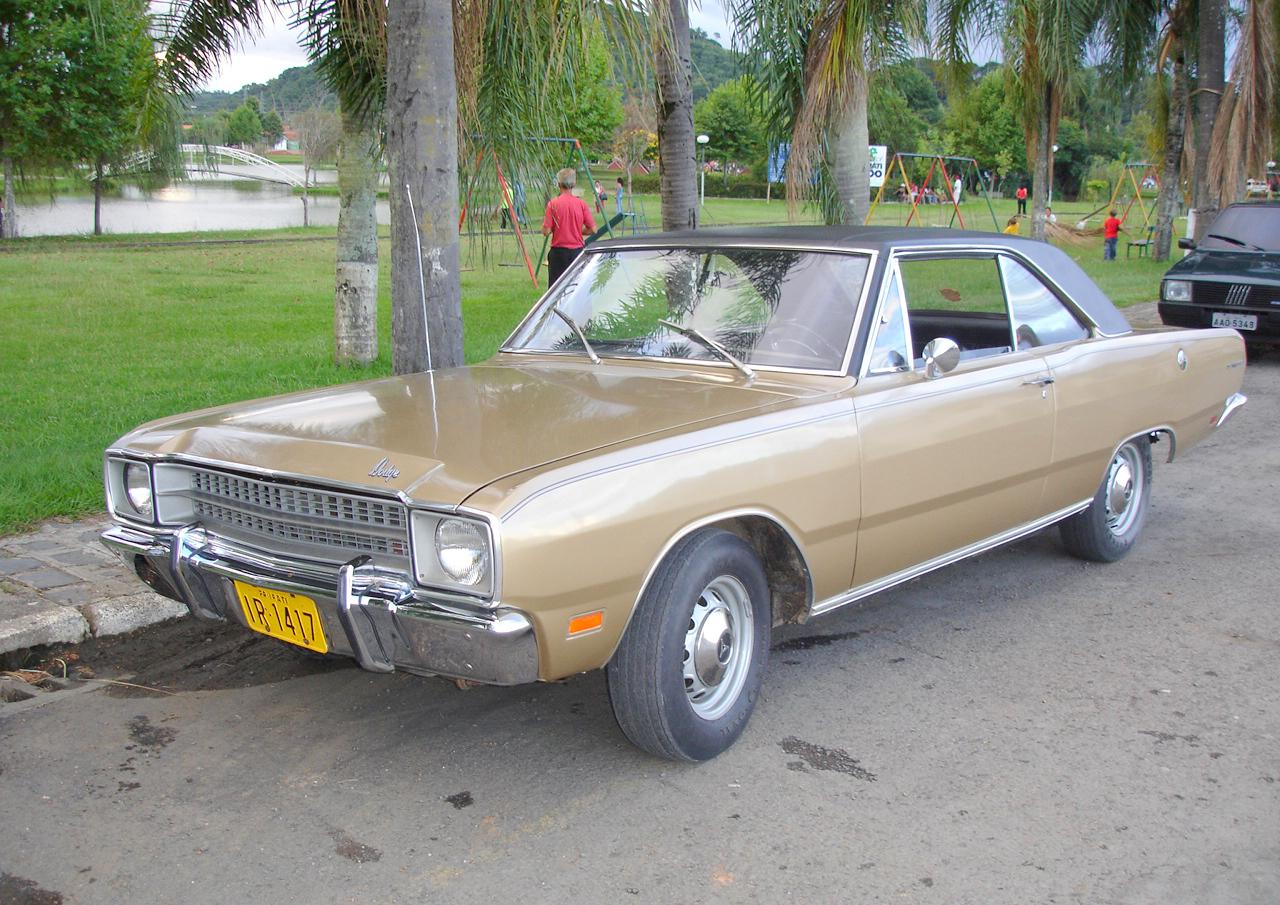
Dodge Dart Coupé modelo 1973

O Dart foi o modelo-base para os outros automóveis fabricados na família Dodge no Brasil, que mudavam conforme o estilo e o acabamento. Os modelos fabricados no Brasil a partir de 1971 diferiam do modelo americano principalmente na estética frontal e traseira, porém a engenharia da motorização era a mesma utilizada nos modelos importados (original do Dodge Dart americano 1968-1969 com motor LA318).
Era concorrente direto no setor de luxuosos do Ford Galaxie e dos esportivos Ford Maverick e Chevrolet Opala 250-S.

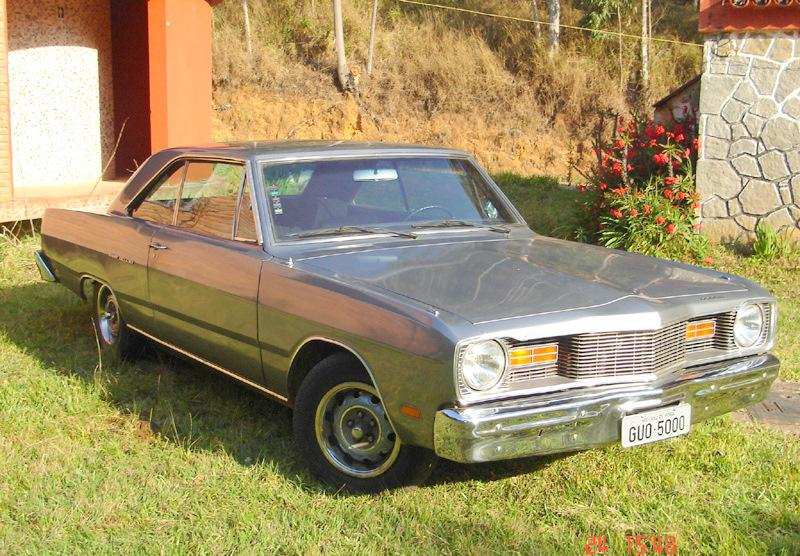
Dodge Dart Coupé modelo 1980

- Consumo: 6 km/l. (média de 4 a 7,5 km/l)

### Fora de linha
Em 1980 a Volkswagen comprou o restante das ações da fábrica brasileira (em 1979 já havia adquirido 50%) e em 1981 sua produção foi encerrada. Neste mesmo período a fábrica parou de produzir automóveis, aproveitando porém os motores V8 em sua linha de caminhões e utilitários. Anteriormente também eram ali produzidos os caminhões Dodge no Brasil.

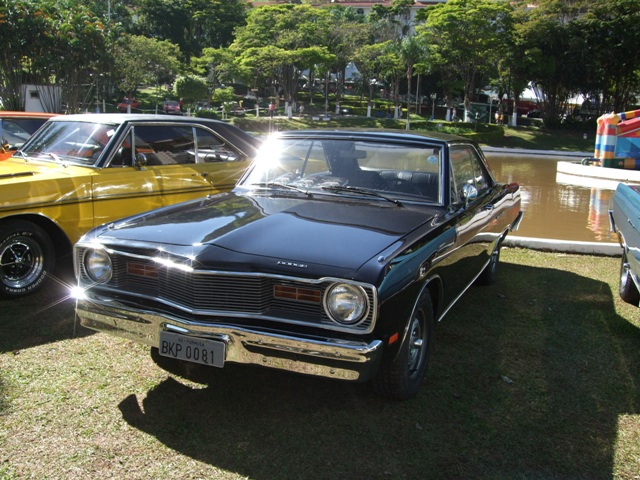
Dodge Dart 1981 (Este exemplar é o último Dart produzido no mundo)

### Colecionismo
O Dodge Dart é um modelo bastante cultuado pelos colecionadores, como um clássico, e pela importância que teve ao longo de muitos anos, no mercado automobilístico brasileiro. Muitos exemplares ainda podem ser encontrados em condições de total originalidade e funcionamento.